# Jean-Guillaume d’Alvarado y Bracamonte
Pour les articles homonymes, voir Alvarado.
Jean-Guillaume d'Alvarado y Bracamonte, né vers 1643 et mort à Bruxelles le 29 novembre 1735, est un conseiller receveur général des domaines et finances. 
Il vécut durant la période des Pays-Bas espagnols puis autrichiens. Il est l’héritier d'André Alvarado y Bracamonte, fils de Guillaume de Alvarado y Bracamonte et de Charlotte Hoffman, qui mourut sans descendance et lui transmit donc le patrimoine de Melis. Il est aussi seigneur de Moortere (Lippelo), Roost, Wolputte et Oppergen.

## Biographie
Jean-Guillaume d’Alvarado y Bracamonte étudie à l’université de Louvain et est licencié en droit canonique et en droit civil le 9 janvier 1661. En 1664, il est admis dans le lignage bruxellois de Steenweeghs.
Il devient échevin de Bruxelles en 1669 et exerce sa fonction jusqu’en 1673. Le 24 mai 1680, il est nommé receveur général des finances et est de nouveau confirmé dans ses fonctions le 5 octobre 1706 par les puissances maritimes. Il occupera cette fonction jusqu’en 1735.
Le 9 mars 1701, il devient vicomte par lettres patentes de Philippe V, avec la faculté d’appliquer ce titre à une de ses terres, mais cette concession est invalidée par le décret du 16 mai 1716 et est finalement ratifiée par l'édit du 10 février 1726 aux Pays-Bas.  
Par ailleurs, il est reçu dans la confrérie de Sainte Barbe dans la collégiale Sainte-Gudule en 1704. 
En 1725, malgré son ancienneté en tant que receveur général des finances, la promotion qu’il convoite pour devenir président de la chambre des comptes est attribuée à un autre homme, G.B.G Frelin. Il proteste mais doit renoncer à cette promotion et à sa jubilarisation sous peine de ne se voir attribuer que la moitié de ses gages et ne pas obtenir le titre de conseiller d’état. 
Il meurt en 1735 à Bruxelles. 

### Famille
Il est le fils de don Joris de Alvarado y Bracamonte qui est capitaine d’une compagnie d’infanterie espagnole aux ordres du gouverneur du fort Saint-Antoine-et-de-l’Escarpe, et de Catherine de Longin. 
Le 25 juin 1673, il épouse à Bruxelles Claire Pétronille Rubens, fille de Claire Del Monte et d’Albert Rubens, le fils aîné du peintre Pierre Paul Rubens, secrétaire au Conseil privé. Son mariage permet de renforcer son réseau de relations malgré un ancrage familial déjà important qui lui permet d’accéder aux hautes fonctions de l’administration .
Il a quatre enfants : André Joseph, Jean Philippe Constantin, Alexandre Guillaume, Catherine Josèphe. Sa fille, Catherine Josèphe, épouse Charles Claude François de Blondel d’Oudenhove, fils de Pierre Blondel, chef président du Conseil privé .

### Vie religieuse
Il fonda cinq messes qui devaient être dites toutes les semaines dans son château de Melis (nl) ou aux Dominicains à Bruxelles[Quoi ?].